# 奥尔斯费尔德
奥尔斯费尔德是德国莱茵兰-普法尔茨州的一个市镇。总面积5.17平方公里，总人口150人，其中男性83人，女性67人（2011年12月31日），人口密度29人/平方公里。